# Grammond
 Grammond  es una población y comuna francesa, situada en la región de Ródano-Alpes, departamento de Loira, en el distrito de Montbrison y cantón de Chazelles-sur-Lyon.

## Demografía
| 633 | 621 | 616 | 649 | 684 | 751 |
| Para los censos de 1962 a 1999 la población legal corresponde a la población sin duplicidades (Fuente: INSEE [Consultar]) |     |     |     |     |     |